# Placówka Straży Granicznej II linii „Mława”
Placówka Straży Granicznej II linii „Mława” – jednostka organizacyjna Straży Granicznej pełniąca służbę wywiadowczą na granicy polsko-niemieckiej w okresie międzywojennym.

## Geneza
Na wniosek Ministerstwa Skarbu, uchwałą z 10 marca 1920 roku, powołano do życia Straż Celną. Od połowy 1921 roku jednostki Straży Celnej rozpoczęły przejmowanie odcinków granicy od pododdziałów Batalionów Celnych. Proces tworzenia Straży Celnej trwał do końca 1922 roku. Placówka Straży Celnej „Mława” weszła w podporządkowanie komisariatu Straży Celnej „Janowiec Kościelny” z Inspektoratu SC „Praszka”.

## Formowanie i zmiany organizacyjne
Rozporządzeniem Prezydenta Rzeczypospolitej Polskiej Ignacego Mościckiego z 22 marca 1928 roku, do ochrony północnej, zachodniej i południowej granicy państwa, a w szczególności do ich ochrony celnej, powoływano z dniem 2 kwietnia 1928 roku  Straż Graniczną.
Rozkazem nr 1 z 12 marca 1928 roku w sprawach organizacji Mazowieckiego Inspektoratu Okręgowego Naczelny Inspektor Straży Celnej gen. bryg. Stefan Pasławski określił strukturę organizacyjną komisariatu SG „Działdowo”. Placówka Straży Granicznej II linii „Mława” znalazła się w jego strukturze. Z dniem 1 września 1935 placówka przeszła w podporządkowanie oficera informacyjnego IG pozostając pod względem ewidencyjnym w macierzystym komisariacie.
Z dniem 1 lipca 1939 placówka Straży Granicznej II linii „Mława” przeniesiona została do Mazowieckiego Okręgu Straży Granicznej.